# Exxon Corporation
Exxon Corporation var ett stort amerikanskt företag inom petroleumbranschen som fusionerades med Mobil Corporation 1999 och bildade Exxon Mobil Corporation som är idag en av världens största icke-statliga petroleumbolag.
Exxon Corporation rankades då som USA:s, och tillika världens, största icke-statliga petroleumbolag och hade då 33 000 bensinstationer och 31 oljeraffinaderier i 17 länder världen över. 1997 låg omsättningen på $137,2 miljarder och vinsten på $8,5 miljarder.

## Historia
Det hela började 1911 när dåtidens största petroleumbolag John D. Rockefellers Standard Oil Corporation av USA:s högsta domstol tvingades att delas upp i 34 separata bolag, på grund av företagets monopolsituation. I slutet av 1800-talet kontrollerade Standard Oil Corporation omkring 90 procent av all raffinering och försäljning av petroleum, samt en tredjedel av alla oljefält, i världen. 
Ett av de efter uppdelningen nybildade företagen fick namnet Standard Oil Company of New Jersey.
År 1973 namnändrades Standard Oil Company of New Jersey till Exxon Corporation. Tanken var först att namnet skulle bli Exon med ett 'x', men under det interna arbetet med detta framkom det att Nebraskas dåvarande guvernör hette just J. James Exon. Företagsledningen ansåg det mindre lämpligt att döpa ett företag efter en sittande guvernör och beslutade att lägga till ytterligare ett x i namnet.

### Fusion med Mobil
Den 30 november 1999 slutfördes en sammanslagning av Exxon och Mobil Oil Corporation, två av världens största petroleumbolag, efter närmare ett års granskning av den amerikanska konkurrensmyndigheten, Federal Trade Commission (FTC). Det var då FTC:s mest utdragna ärende. Exxon och Mobil förväntade sig att kunna spara $2,8 miljarder per år och hade planer på att trimma det nya bolaget genom att reducera arbetsstyrkan med 9 000 jobb eller 7,3% av den totala arbetsstyrkan. Federal Trade Commission ansåg sig böra räkna med en snedvriden konkurrensen med en fusion utan modifieringar, vilket ledde till att Exxon och Mobil Corporation tvingades sälja 2 431 amerikanska bensinstationer: 1 740 stycken i delstaterna i östra USA, 360 i Kalifornien, 319 i Texas och 12 i det amerikanska autonoma territoriet Guam. Det fanns även andra villkor för ett godkännande, vilka var de dittills mest långgående avyttringskrav som FTC hade förskriviet.
- (för Exxon) att avbryta pågående köp av bensinstationer från Tosco Corporation i Arizona
- (för Exxon) att sälja ett oljeraffinaderi med turbinanläggning i Benicia, Kalifornien
- (för Exxon) förbud att sälja diesel och bensin i Kalifornien under varumärket Exxon under närmast kommande tolvårsperiod
- (för Exxon) att sälja sina bensinstationer i delstaterna New York och Maine
- (för Mobil) att sälja sina bensinstationer i New Jersey och Virginia

| ”                                                       | "Because Exxon and Mobil are such large and powerful competitors and because they now compete in several product and geographic markets in the United States, the commission insisted on extensive restructuring before accepting a proposed settlement. This settlement should preserve competition and protect consumers from inappropriate and anticompetitive price increases." | „ |
| – FTCs dåvarande styrelseordförande, Robert F. Pitofsky | |   |

## Exxon Valdez-miljökatastrofen

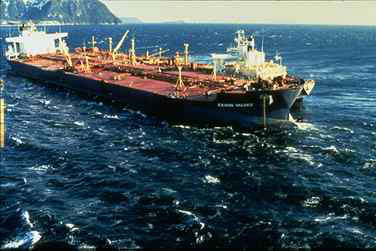
Den tredje dagen efter att supertankern Exxon Valdez gick på grund i Prince William Sound.

Exxons supertanker Exxon Valdez förorsakade en miljökatastrof, när hon gick på grund i Prince William Sound vid Alaskas södra kust den 24 mars 1989. Omfattande skador orsakades på miljö och djurlivet efter det att 42 000 kubikmeter petroleum läckt ut från fartyget. Olyckan resulterade i att Exxon fick betala 3,5 miljarder dollar för upprensning efter olyckan, samt att företaget blev stämt av olika organisationer och privatpersoner. Efter utdragna rättsprocesser beslöt en amerikansk domstol 1994 om skadestånd på 5 miljarder dollar till målsägarna. En federal appellationsdomstol satte ned skadeståndet till 2,5 miljarder dollar. Rättsprocessen fick en upplösning i augusti 2008, när USA:s högsta domstol fattade det slutgiltiga beslutet och gick på ExxonMobil:s linje och reducerade skadestånden till de runt 500 miljoner dollar. Miljön och djurlivet har fortfarande inte helt återhämtat sig efter katastrofen.